# アマヅラ

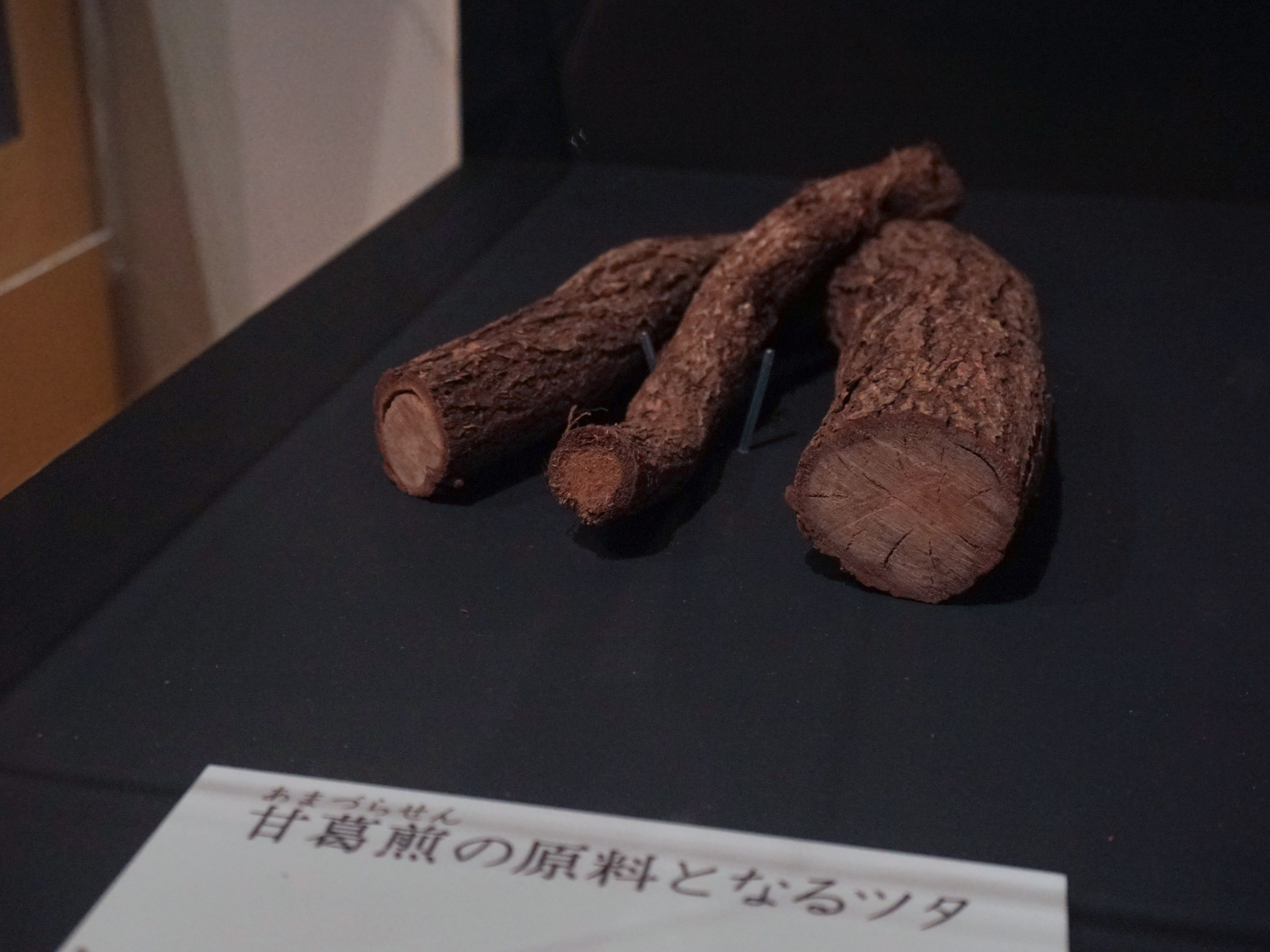
甘葛の材料となる根。東北歴史博物館にて

アマヅラ（甘葛）とは、甘味料のひとつである。砂糖が貴重な時代には水飴と並んで重宝された。
一般的にはブドウ科のツル性植物（ツタ（蔦）など）のことを指しているといわれる。一方で、アマチャヅル（夏蔦：ナツヅタ）のことを指すという説もあり、どの植物かは明かではない。

## 歴史
縄文時代の貝塚の中から出土されており、この頃から甘味料として利用されたと思われる。安土桃山時代になり砂糖の輸入が活発になるとアマヅラの需要はほぼなくなり、さらに、江戸時代に砂糖の大量供給が実現すると全国的にアマヅラを作るところは少なくなった。
清少納言は、『枕草子』でかき氷のうえにアマヅラをかけて食べる描写を書いている。
芥川龍之介は、『芋粥』で「芋粥とは山の芋を中に切込んで、それを甘葛の汁で煮た、粥の事を云ふ」と書いている。

## 造り方（ツタの場合）
1. ツタを伐採し、さらに30センチ間隔に切り取る。
2. 切り取ったツタの一方に口を当てて息を吹き込み、中の樹液を採取する。
3. 採取した樹液を煮詰めて水分を飛ばし、粘りのあるシロップ状にしたら出来上がりである。

## 関連書
- 伊藤汎監修『砂糖の文化誌 -日本人と砂糖』 八坂書房 2008 ISBN 9784896949223